# Museu da Escrita
O Museu da Escrita Maria Isaurita Gomes Morais é um museu brasileiro situado no estado do Ceará, na cidade de Fortaleza. é especializado na documentação e preservação de artefatos representativos da evolução humana e dos meios de se preservar a história, os fatos, e as informações através da escrita. O Museu da Escrita, criado em homenagem a professora sobralense Maria Isaurita Gomes Morais, iniciou suas atividades em Novembro de 2012.

## História
O Museu da Escrita é resultante da iniciativa de um propósito espontâneo por parte de seu idealizador, fascinado pela arte de colecionar. Sua mãe, uma professora do ensino fundamental dos anos 50, século XX, na cidade de Sobral, fora uma dedicada orientadora no ensino das primeiras letras, como também do ensinamento da leitura. Desde a juventude, mostrava-se interessado em tudo que pudesse ser colecionado e servisse para ilustrar no presente os tempos e as condições de outras épocas vividas por aqueles que fizeram a história, independentemente da natureza dos objetos, dentre eles selos figurinhas, álbuns, embalagens de cigarros, moedas, etc.
Posteriormente, despertou seu interesse por artigos relacionados à escrita. Assim, máquinas de escrever e tinteiros deram sequência a sua caminhada rumo ao colecionismo, seguida de uma permanente e incansável visita a museus em várias cidades do Brasil e do mundo. Ao longo dos últimos anos e de uma busca incessante junto às casas de leilões, antiquários e feiras de antiguidades, foram adquiridas uma grande quantidade de peças representativas da evolução humana dos meios de se preservar a história, os fatos, e as informações através da escrita.

## Acervo e estrutura
O imóvel, onde está situado o Museu da Escrita, constitui-se de uma casa com aproximadamente 450m² de área construída, onde anteriormente funcionou uma loja de uma fábrica de móveis de arte. Em  estilo colonial, ajardinada, protegida por robusto gradil, teve suas dependências adaptadas para exposição com o ajuste e construção de novos ambientes, alargamento de passagens, criação de rampas e corrimãos, instalação de toillets com acessibilidade, entre outros melhoramentos.
A coleção do museu foi adquirida ao longo dos últimos 8 anos, constituída apenas de objetos ligados ao processo da Escrita. Trata-se de uma coleção de objetos impessoais. Sabe-se que são objetos que tiveram funções, algumas relevantes e outras menos destacadas no processo escritural, mas todas, como anteriormente mencionado, com seu papel na história da escrita. Algumas réplicas de há dezenas de séculos, outras originais de séculos mais recentes e algumas de grande utilização já na época moderna quando da popularização da escrita.